# Eleições primárias presidenciais do Partido Republicano em 2016
As eleições primárias presidenciais do Partido Republicano norte-americano em 2016, foram uma série de disputas eleitorais que ocorreram em todos os 50 estados dos Estados Unidos, no Distrito de Columbia e nos territórios norte-americanos, assim como nas comunidades norte-americanas residentes em todo o mundo. Elas ocorrem entre 1 de Fevereiro e 7 de Junho de 2016, e serviram para selecionar os 2 472 delegados que seriam enviados à Convenção Nacional do Partido Republicano que escolheu o candidato do Partido Republicano para concorrer às eleições presidenciais de 2016, Donald Trump.Os delegados também aprovaram a plataforma do partido e a nomeação do candidato a vice-presidente.
Um total de 17 candidatos entraram na disputa a partir de 23 de março de 2015, quando o Senador Ted Cruz foi o primeiro a anunciar formalmente a sua candidatura: o ex-governador Jeb Bush da Flórida, o neurocirurgião aposentado Ben Carson de Maryland, o governador Chris Christie de Nova Jérsei, a empresária Carly Fiorina da Califórnia, o ex-governador Jim Gilmore de Virginia, o Senador Lindsey Graham da Carolina do Sul, ex-governador Mike Huckabee do Arkansas, o governador Bobby Jindal de Louisiana, o governador John Kasich de Ohio, o ex-governador George Pataki de Nova York, o Senador Rand Paul do Kentucky, o ex-governador Rick Perry do Texas, o Senador Marco Rubio da Flórida, o ex-senador Rick Santorum de Pennsylvania, o empresário Donald Trump de Nova York e o governador Scott Walker de Wisconsin. Este foi o maior número de candidatos em uma eleição primária presidencial em toda a história dos Estados Unidos.
Antes do caucus do estado de Iowa em 1º de Fevereiro, Perry, Walker, Jindal, Graham e Pataki retiraram suas candidaturas devido aos seus baixos números nas pesquisas. Embora liderasse várias pesquisas em Iowa, Trump ficou em segundo lugar, atrás de Ted Cruz; Huckabee, Paul e Santorum tiveram um fraco desempenho nas urnas saíram da disputa. Depois de uma grande vitória de Trump na primária de Nova Hampshire, Christie, Fiorina e Gilmore abandonaram a disputa. Bush desistiu após terminar em quarto, atrás de Trump, Rubio e Cruz na primária da Carolina do Sul. Na Super Terça, em 1º de Março de 2016, Rubio venceu sua primeira disputa em Minnesota, Cruz venceu no Alasca, Oklahoma e no seu estado natal, o Texas, enquanto Trump venceu em sete estados. Falhando em ganhar força, Carson suspendeu a sua campanha alguns dias mais tarde. Em 15 de Março de 2016, apelidada de "Super Terça II", Kasich venceu sua primeira disputa em Ohio e Trump venceu em cinco primárias, incluindo a Flórida. Rubio suspendeu sua campanha após perder em seu estado natal, mas reteve uma grande parte de seus delegados para a convenção nacional.
De 16 de Março de 2016 a 3 de Maio de 2016, apenas três candidatos permaneceram nas disputa: Trump, Cruz e Kasich. Cruz ganhou a maior parte dos  delegados em quatro estados do Oeste e no Wisconsin, mantendo um caminho possível para impedir que Trump conseguisse a nomeação na primeira votação, com os 1 237 delegados necessários. Contudo, Trump venceu com larga vantagem em Nova York e em cinco estados do Nordeste em Abril, antes conseguir todos os delegados na primária de Indiana em 3 de Maio. Sem qualquer outra chance de forçar uma convenção aberta, Cruz suspendeu suas campanha, e Trump foi declarado o candidato presuntivo do Partido Republicano pelo presidente do Comitê Nacional Republicano, Reince Priebus, na noite de 3 de Maio. Kasich deixou a disputa no dia seguinte. Após vencer a primária do estado de Washington e ganhar o apoio de delegados não vínculados da Dakota do Norte em 26 de Maio, Trump ultrapassou a barreira de 1 237 delegados requerida para garantir a sua nomeação.

## Candidatos
Os indivíduos incluídos nesta secção fizeram uma ou mais das seguintes ações: anunciaram formalmente sua candidatura ou apresentaram-se como candidato junto à Comissão Eleitoral Federal (FEC). Além disso, as pessoas listadas abaixo possuem relevância dentro de sua área de atuação. Eles estão listados em ordem alfabética pelo sobrenome.
Em 3 de maio de 2016, após vencer em 28 estados e dos dois outros candidatos (Kasich e Cruz) desistirem, o presidente do Comitê Nacional Republicano, Reince Priebus, afirmou que Trump seria mesmo o indicado do partido para a presidência dos Estados Unidos e pediu para os seus correligionários unirem-se atrás do nomeado. No dia 26 do mesmo mês, Trump conquistou o número de delegados suficientes para garantir a nomeação na convenção do partido.

### Resultados por condado

Donald Trump
Ted Cruz
Marco Rubio
John Kasich
Ben Carson
Empate

### Resultados por votos populares

Donald Trump
Ted Cruz
Marco Rubio
John Kasich
Outros

### Vencedor
| Nome         | Nome | Nome | Cargo mais recente                                | Candidatura Data de desistência                              | Delegados conquistados | Votos populares     | Primárias vencidas | Running Mate |
| ------------ | ---- | ---- | ------------------------------------------------- | ------------------------------------------------------------ | ---------------------- | ------------------- | ------------------ | ------------ |
| Donald Trump |      |      | Presidente da The Trump Organization (desde 1971) | Site da campanha Garantiu a nomenação em: 26 de Maio de 2016 | 1 725 (69.8%)          | 14 015 993 (44.95%) | 41                 | Mike Pence   |

### Desistiram durante as primárias
| Nome           | Nome | Nome | Cargo mais recente                                                        | Candidatura Data de desistência                                                      | Delegados conquistados | Votos populares    | Primárias vencidas |
| -------------- | ---- | ---- | ------------------------------------------------------------------------- | ------------------------------------------------------------------------------------ | ---------------------- | ------------------ | ------------------ |
| Ted Cruz       |      |      | Senador pelo Texas (desde 2013)                                           | Retirou a candidatura em: 3 de Maio                                                  | 484 (19.6%)            | 7 822 100 (25.08%) | 11                 |
| John Kasich    |      |      | Governador de Ohio (desde 2011)                                           | Retirou a candidatura em: 4 de Maio                                                  | 125 (5.1%)             | 4 290 448 (13.76%) | 1                  |
| Marco Rubio    |      |      | Senador pela Flórida (desde 2011)                                         | Retirou a candidatura em: 15 de Março (apoiou Donald Trump)                          | 123 (5%)               | 3 515 576 (11.27%) | 3                  |
| Ben Carson     |      |      | Diretor de Neurocirurgia Pediátrica do Johns Hopkins Hospital (1984–2013) | Retirou a candidatura em: 4 de Março (apoiou Donald Trump)                           | 7 (0.3%)               | 857 039 (2.75%)    | —                  |
| Jeb Bush       |      |      | Governador da Flórida (1999-2007)                                         | Retirou a candidatura em: 20 de Fevereiro (apoiou Ted Cruz)                          | 3 (0.1%)               | 286 694 (0.92%)    | —                  |
| Rand Paul      |      |      | Senador pelo Kentucky (desde 2011)                                        | Retirou a candidatura em: 3 de Fevereiro (apoiou Donald Trump)[carece de fontes?]    | 2 (0.1%)               | 66 788 (0.21%)     | —                  |
| Chris Christie |      |      | Governador de Nova Jérsei (desde 2010)                                    | Retirou a candidatura em: 10 de Fevereiro (apoiou Donald Trump)                      | —                      | 57 637 (0.18%)     | —                  |
| Mike Huckabee  |      |      | Governador do Arkansas (1996-2007)                                        | Retirou a candidatura em: 1º de Fevereiro (apoiou Donald Trump)                      | —                      | 51 450 (0.16%)     | —                  |
| Carly Fiorina  |      |      | Presidente da Hewlett-Packard (1999-2005)                                 | Retirou a candidatura em: 10 de Fevereiro (apoiou Ted Cruz)                          | —                      | 40 666 (0.13%)     | —                  |
| Jim Gilmore    |      |      | Governador da Virgínia (1998-2002)                                        | Retirou a candidatura em: 12 de Fevereiro (apoiou Donald Trump)                      | —                      | 18 369 (0.06%)     | —                  |
| Rick Santorum  |      |      | Senador pela Pensilvânia (1995-2007)                                      | Retirou a candidatura em: 3 de Fevereiro (apoiou Marco Rubio, e depois Donald Trump) | —                      | 16 627 (0.05%)     | —                  |

### Desistiram antes das primárias
| Nome           | Nome | Nome | Cargo mais recente                        | Data de desistência                                                                          |
| -------------- | ---- | ---- | ----------------------------------------- | -------------------------------------------------------------------------------------------- |
| Rick Perry     |      |      | Governador do Texas (2000-2015)           | Retirou a candidatura em: 11 de Setembro de 2015 (apoiou Ted Cruz, e depois Donald Trump)    |
| Scott Walker   |      |      | Governador do Wisconsin (desde 2011)      | Retirou a candidatura em: 21 de Setembro de 2015 (apoiou Ted Cruz, e depois Donald Trump)    |
| Bobby Jindal   |      |      | Governador da Louisiana (2008-2016)       | Retirou a candidatura em: 17 de Novembro de 2015 (apoiou Marco Rubio, e depois Donald Trump) |
| Lindsey Graham |      |      | Senator pela Carolina do Sul (desde 2003) | Retirou a candidatura em: 21 de Dezembro de 2015 (apoiou Jeb Bush, e depois Ted Cruz)        |
| George Pataki  |      |      | Governador de Nova York (1995-2006)       | Retirou a candidatura em: 29 de Dezembro de 2015 (apoiou Marco Rubio, e depois John Kasich)  |

## Calendário e resultados
| Data            | Estado ou território     | Delegados           | Delegados           | Tipo      | Resultado     | Resultado            | Resultado     | Resultado            | Resultado     | Resultado            | Resultado     | Resultado            | Resultado     | Resultado            |
| Data            | Estado ou território     | Delegados           | Delegados           | Tipo      | Trump         | Trump                | Cruz          | Cruz                 | Rubio         | Rubio                | Kasich        | Kasich               | Outros        | Outros               |
| Data            | Estado ou território     | Vinc.               | Svinc.              | Tipo      | total de del. | % de votos populares | total de del. | % de votos populares | total de del. | % de votos populares | total de del. | % de votos populares | total de del. | % de votos populares |
| --------------- | ------------------------ | ------------------- | ------------------- | --------- | ------------- | -------------------- | ------------- | -------------------- | ------------- | -------------------- | ------------- | -------------------- | ------------- | -------------------- |
| 1 de fevereiro  | Iowa                     | 30                  | 0                   | Caucus    | 7             | 24,3%                | 8             | 27,6%                | 7             | 23,1%                | 1             | 1,9%                 | 7             | 23,1%                |
| 9 de fevereiro  | Nova Hampshire           | 23                  | 0                   | Primária  | 11            | 35,3%                | 3             | 11,7%                | 2             | 10,6%                | 4             | 15,8%                | 3             | 26,6%                |
| 20 de fevereiro | Carolina do Sul          | 50                  | 0                   | Primária  | 50            | 32,5%                | 0             | 22,3%                | 0             | 22,5%                | 0             | 7,6%                 | 0             | 15,1%                |
| 23 de fevereiro | Nevada                   | 30                  | 0                   | Caucus    | 14            | 45,9%                | 6             | 21,4%                | 7             | 23,9%                | 1             | 3,6%                 | 2             | 5,3%                 |
| 1 de março      | Alabama                  | 47                  | 3                   | Primária  | 36            | 43,4%                | 13            | 21,0%                | 1             | 18,6%                | 0             | 4,4%                 | 0             | 12,4%                |
| 1 de março      | Alasca                   | 25                  | 3                   | Caucus    | 11            | 33,5%                | 12            | 36,3%                | 5             | 15,1%                | 0             | 4%                   | 0             | 10,9%                |
| 1 de março      | Arkansas                 | 37                  | 3                   | Primária  | 16            | 32,6%                | 15            | 30,4%                | 9             | 24,9%                | 0             | 3,7%                 | 0             | 8,2%                 |
| 1 de março      | Colorado                 | 37                  | 0                   | Caucus    | 0             | 0%                   | 0             | 0%                   | 0             | 0%                   | 0             | 0%                   | 0             | 0%                   |
| 1 de março      | Geórgia                  | 76                  | 0                   | Primária  | 43            | 38,8%                | 18            | 23,6%                | 15            | 24,4%                | 0             | 5,5%                 | 0             | 7,7%                 |
| 1 de março      | Massachusetts            | 39                  | 3                   | Primária  | 22            | 49,0%                | 4             | 9,5%                 | 8             | 17,9%                | 8             | 18,1%                | 1             | 5,4%                 |
| 1 de março      | Minnesota                | 38                  | 0                   | caucus    | 8             | 21,1%                | 13            | 28,8%                | 17            | 36,7%                | 0             | 5,7%                 | 0             | 7,3%                 |
| 1 de março      | Dakota do Norte          | 0                   | 28                  | Caucus    | 0             | 0%                   | 0             | 0%                   | 0             | 0%                   | 0             | 0%                   | 0             | 0%                   |
| 1 de março      | Oklahoma                 | 40                  | 3                   | Primária  | 14            | 28,3%                | 16            | 34,3%                | 13            | 26,0%                | 0             | 3,5%                 | 0             | 7,5%                 |
| 1 de março      | Tennessee                | 55                  | 3                   | Primária  | 33            | 38,9%                | 16            | 24,7%                | 9             | 21,1%                | 0             | 5,3%                 | 0             | 10,1%                |
| 1 de março      | Texas                    | 155                 | 0                   | Primária  | 48            | 26,7%                | 104           | 43,7%                | 3             | 17,7%                | 0             | 0%                   | 0             | 0%                   |
| 1 de março      | Vermont                  | 16                  | 0                   | Primária  | 8             | 32,6%                | 0             | 9,7%                 | 0             | 19,3%                | 8             | 30,3%                | 0             | 7,9%                 |
| 1 de março      | Virginia                 | 46                  | 3                   | Primária  | 17            | 34,7%                | 8             | 16,9%                | 16            | 31,9%                | 5             | 9,4%                 | 3             | 7,1%                 |
| 1 de março      | Wyoming                  | 26                  | 3                   | Caucus    | 0             | 0%                   | 0             | 0%                   | 0             | 0%                   | 0             | 0%                   | 0             | 0%                   |
| 5 de março      | Kansas                   | 40                  | 0                   | Caucus    | 9             | 23%                  | 24            | 48%                  | 6             | 17%                  | 1             | 11%                  | 0             | 1,2%                 |
| 5 de março      | Kentucky                 | 43                  | 3                   | Caucus    | 17            | 36%                  | 15            | 32%                  | 7             | 16%                  | 7             | 14%                  | 0             | 1,7%                 |
| 5 de março      | Luisiana                 | 43                  | 3                   | Primária  | 26            | 41%                  | 20            | 38%                  | 0             | 11%                  | 0             | 6%                   | 0             | 3,1%                 |
| 5 de março      | Maine                    | 0                   | 23                  | Caucus    | 9             | 33%                  | 12            | 46%                  | 0             | 8%                   | 2             | 12%                  | 0             | 1,3%                 |
| 6 de março      | Porto Rico               | 20                  | 3                   | Primária  | 0             | 13%                  | 0             | 9%                   | 23            | 71%                  | 0             | 1%                   | 0             | 6%                   |
| 8 de março      | Hawaii                   | 16                  | 3                   | Caucus    | 11            | 42%                  | 7             | 33%                  | 1             | 11%                  | 0             | 1%                   | 0             | 1,2%                 |
| 8 de março      | Idaho                    | 32                  | 0                   | Primária  | 12            | 28%                  | 20            | 45%                  | 0             | 16%                  | 0             | 7%                   | 0             | 3,2%                 |
| 8 de março      | Michigan                 | 59                  | 0                   | Primária  | 25            | 37%                  | 17            | 25%                  | 0             | 9%                   | 17            | 24%                  | 0             | 5,2%                 |
| 8 de março      | Mississippi              | 37                  | 3                   | Primária  | 25            | 47%                  | 15            | 36%                  | 0             | 5%                   | 0             | 9%                   | 0             | 2,6%                 |
| 12 de março     | Guam                     | 0                   | 9                   | Convenção | 0             | 0%                   | 0             | 0%                   | 0             | 0%                   | 0             | 0%                   | 0             | 0%                   |
| 12 de março     | Distrito de Columbia     | 19                  | 0                   | Convenção | 0             | 13,7%                | 0             | 12,3%                | 10            | 37,4%                | 9             | 35,8%                | 0             | 0,8%                 |
| 15 de março     | Flórida                  | 99                  | 0                   | Primária  | 99            | 45,8%                | 0             | 17,1%                | 0             | 27,0%                | 0             | 6,8%                 | 0             | 3,3%                 |
| 15 de março     | Illinois                 | 66                  | 3                   | Primária  | 52            | 38,8%                | 9             | 30,3%                | 0             | 8,7%                 | 0             | 19,7%                | 0             | 2,5%                 |
| 15 de março     | Missouri                 | 52                  | 0                   | Primária  | 42            | 40,8%                | 10            | 40,6%                | 0             | 6,1%                 | 0             | 10,1%                | 0             | 2,3%                 |
| 15 de março     | Carolina do Norte        | 69                  | 3                   | Primária  | 30            | 40,2%                | 27            | 36,8%                | 6             | 7,7%                 | 9             | 12,7%                | 0             | 2,6%                 |
| 15 de março     | Marianas Setentrionais   | 9                   | 0                   | Caucus    | 9             | 72,8%                | 0             | 24,0%                | 0             | 1,1%                 | 0             | 2,1%                 | 0             | 0%                   |
| 15 de março     | Ohio                     | 66                  | 0                   | Primária  | 0             | 35,7%                | 0             | 13,1%                | 0             | 2,9%                 | 66            | 46,8%                | 0             | 0%                   |
| 19 de março     | Ilhas Virgens Americanas | 9                   | 0                   | Caucus    | 0             | 0%                   | 0             | 0%                   | 0             | 0%                   | 0             | 0%                   | 0             | 0%                   |
| 22 de março     | Samoa Americana          | 0                   | 9                   | Convenção | 0             | 0%                   | 0             | 0%                   | 0             | 0%                   | 0             | 0%                   | 0             | 0%                   |
| 22 de março     | Arizona                  | 58                  | 0                   | Primária  | 0             | 0%                   | 0             | 0%                   | 0             | 0%                   | 0             | 0%                   | 0             | 0%                   |
| 22 de março     | Utah                     | 40                  | 0                   | Caucus    | 0             | 0%                   | 0             | 0%                   | 0             | 0%                   | 0             | 0%                   | 0             | 0%                   |
| 5 de abril      | Wisconsin                | 42                  | 0                   | Primária  | 0             | 0%                   | 0             | 0%                   | 0             | 0%                   | 0             | 0%                   | 0             | 0%                   |
| 19 de abril     | Nova York                | 92                  | 3                   | Primária  | 0             | 0%                   | 0             | 0%                   | 0             | 0%                   | 0             | 0%                   | 0             | 0%                   |
| 26 de abril     | Connecticut              | 25                  | 3                   | Primária  | 0             | 0%                   | 0             | 0%                   | 0             | 0%                   | 0             | 0%                   | 0             | 0%                   |
| 26 de abril     | Delaware                 | 16                  | 0                   | Primária  | 0             | 0%                   | 0             | 0%                   | 0             | 0%                   | 0             | 0%                   | 0             | 0%                   |
| 26 de abril     | Maryland                 | 38                  | 0                   | Primária  | 0             | 0%                   | 0             | 0%                   | 0             | 0%                   | 0             | 0%                   | 0             | 0%                   |
| 26 de abril     | Pensilvânia              | 14                  | 57                  | Primária  | 0             | 0%                   | 0             | 0%                   | 0             | 0%                   | 0             | 0%                   | 0             | 0%                   |
| 26 de abril     | Rhode Island             | 16                  | 3                   | Primária  | 0             | 0%                   | 0             | 0%                   | 0             | 0%                   | 0             | 0%                   | 0             | 0%                   |
| 3 de maio       | Indiana                  | 54                  | 3                   | Primária  | 0             | 0%                   | 0             | 0%                   | 0             | 0%                   | 0             | 0%                   | 0             | 0%                   |
| 10 de maio      | Nebraska                 | 33                  | 3                   | Primária  | 0             | 0%                   | 0             | 0%                   | 0             | 0%                   | 0             | 0%                   | 0             | 0%                   |
| 10 de maio      | Virgínia Ocidental       | 31                  | 3                   | Primária  | 0             | 0%                   | 0             | 0%                   | 0             | 0%                   | 0             | 0%                   | 0             | 0%                   |
| 17 de maio      | Oregon                   | 25                  | 3                   | Primária  | 0             | 0%                   | 0             | 0%                   | 0             | 0%                   | 0             | 0%                   | 0             | 0%                   |
| 24 de maio      | Washington               | 41                  | 3                   | Primária  | 0             | 0%                   | 0             | 0%                   | 0             | 0%                   | 0             | 0%                   | 0             | 0%                   |
| 7 de junho      | Califórnia               | 169                 | 3                   | Primária  | 0             | 0%                   | 0             | 0%                   | 0             | 0%                   | 0             | 0%                   | 0             | 0%                   |
| 7 de junho      | Montana                  | 27                  | 0                   | Primária  | 0             | 0%                   | 0             | 0%                   | 0             | 0%                   | 0             | 0%                   | 0             | 0%                   |
| 7 de junho      | Nova Jersey              | 51                  | 0                   | Primária  | 0             | 0%                   | 0             | 0%                   | 0             | 0%                   | 0             | 0%                   | 0             | 0%                   |
| 7 de junho      | Novo México              | 21                  | 3                   | Primária  | 0             | 0%                   | 0             | 0%                   | 0             | 0%                   | 0             | 0%                   | 0             | 0%                   |
| 7 de junho      | Dakota do Sul            | 26                  | 3                   | Primária  | 0             | 0%                   | 0             | 0%                   | 0             | 0%                   | 0             | 0%                   | 0             | 0%                   |
| Total           | Total                    | 2 472 (2 265 + 207) | 2 472 (2 265 + 207) |           | 696           | -                    | 418           | -                    | 172           | -                    | 146           | -                    | 22            | -                    |